# Monein
 Monein  es una población y comuna francesa, en la región de Aquitania, departamento de Pirineos Atlánticos, en el distrito de Oloron-Sainte-Marie. Es el chef-lieu y mayor población del cantón de Monein.

## Demografía
| 5 520 | 5 159 | 5 396 | 5 405 | 5 028 | 5 131 | 5 373 | 5 163 | 5 059 | 4 926 | 4 637 | 4 793 | 4 454 | 4 494 | 4 361 | 4 362 | 4 234 | 4 236 | 4 209 | 4 278 | 4 203 | 3 816 | 3 667 | 3 605 | 3 475 | 3 407 | 3 240 | 3 563 | 3 967 | 3 865 | 3 879 | 4 032 | 4 183 | 4 367 |
| Para los censos de 1962 a 1999 la población legal corresponde a la población sin duplicidades (Fuente: INSEE [Consultar]) |       |       |       |       |       |       |       |       |       |       |       |       |       |       |       |       |       |       |       |       |       |       |       |       |       |       |       |       |       |       |       |       |       |